# La República (periòdic)
La República va ser una publicació periòdica en castellà de Badalona de tendència republicana que va aparèixer breument l'any 1891.
La publicació va néixer a conseqüència de la unió de tots els comitès republicans de la ciutat de Badalona. Amb motiu de l'acceptació institucional del sufragi universal, es va fundar el 10 de febrer de 1891, data marcada en què se celebrava l'aniversari de la Primera República Espanyola, en va ser el seu director el mestre Francesc Feliu i Vegués. Com molt bé deia el seu subtítol «Organo de todos los Comités Republicanos de Badalona», la publicació va erigir-se en representant i òrgan de la premsa de tots els republicanos sense distinció de fractures ideològiques entre ells i lligada, això sí, al republicanisme purament local. A més, la redacció del periòdic es va presentar procedent del camp del periodisme i es van comprometre a «prestar nuestra cooperación, nuestro modesto grano de arena al edificio que se levanta en nuestra patria, consolidado sobre las bases de la Igualdad, Libertad y Fraternidad». Va desaparèixer a causa d'una decisió dels tribunals.
Van publicar un total de 21 números, primer de forma quinzenal, després des del número 12 va ser de caràcter setmanal. Es va escriure bàsicament en castellà, si bé el català va aparèixer esporàdicament per qüestions literàries. La publicitat que hi apareixia va ser molt variable al llarg de la seva existència. Pel que fa al contingut, va tractar sobretot de política d'àmbit local, de fet era el seu objectiu principal, tot i que això no eximia que publiquessin també altres informacions, de fet durant un temps també va tenir fulletó.Entre els seus col·laboradors cal destacar a Pau Rodon i Amigó o Linus Lleó.